# André Bauler
Pour les articles homonymes, voir Bauler.
André Bauler, né le 5 février 1964 à Ettelbruck (Luxembourg), est un professeur de sciences économiques et sociales et homme politique luxembourgeois, membre du Parti démocratique (DP). Il est député depuis juillet 2009. 

## Biographie

### Études et formations
Après des études secondaires au Lycée classique de Diekirch de 1976 à 1983, André Bauler poursuit des études supérieures au Centre universitaire de Luxembourg en 1984 et à l’Université catholique de Louvain de 1985 à 1987, où il obtient une licence en sciences économiques en juin 1987,.

### Activités professionnelles
André Bauler exerce en tant que professeur de sciences économiques et sociales de 1990 à 2009,. Il a également été chargé d’enseignement à l’Université du Luxembourg entre 1997 et 2004. 

### Carrière politique

#### Politique locale
Au DP depuis 1993, André Bauler est d’abord membre du conseil communal d’Erpeldange-sur-Sûre de 2005 à 2007, puis échevin de 2007 à 2011 et enfin bourgmestre de 2011 à 2013, poste qu’il occupe jusqu’à sa nomination au gouvernement.  

#### Politique nationale
Au niveau national, André Bauler est élu pour la première fois à la Chambre des députés sur la liste du DP dans la circonscription Nord en 2009. Il est réélu directement en 2013. Au parlement, il est entre autres vice-président de la commission de l’Économie, du Commerce extérieur et de l’Économie solidaire de 2009 à 2011, vice-président de la commission du Travail et de l’Emploi de 2009 à 2013, vice-président de la commission des Classes moyennes et du Tourisme de 2009 à 2013 ainsi que vice-président de la commission de l’Éducation nationale, de la Formation professionnelle et des Sports de 2011 à 2013,.
À la suite des élections législatives du 20 octobre 2013, André Bauler est nommé secrétaire d’État au Ministère de l’Éducation nationale, de l’Enfance et de la Jeunesse, secrétaire d’État à l’Enseignement supérieur et à la Recherche en date du 4 décembre 2013 dans le gouvernement de coalition entre le Parti démocratique (DP), le Parti ouvrier socialiste luxembourgeois (LSAP) et Les Verts (« déi gréng »). André Bauler quitte ses fonctions de secrétaire d’État le 28 mars 2014. Il a ensuite repris son travail à la Chambre des députés. Lors des élections législatives du 14 octobre 2018, il a été réélu directement à la Chambre des députés pour la troisième fois consécutive.
Depuis 2018, André Bauler est notamment président de la commission des Finances et du Budget de la Chambre des députés. De 2014 à 2018, il a été président de la commission de la Culture de la Chambre. En janvier 2019, André Bauler est nommé au poste de rapporteur du budget de l'État . 
André Bauler a présidé la Commission des Finances et du Budget de 2018 à 2023. En 2023, il est réélu directement au parlement où il préside à nouveau la Commission de la Culture et occupe la fonction de vice-président de la Commission des Finances. Il est également membre du Bureau exécutif de la Chambre. 

### Travaux scientifiques
- Un cartel international: l’organisation des pays exportateurs de pétrole, Mémoire en sciences économiques, Louvain-la-Neuve, 1987 (sous la direction du prof. Jean Jaskold Gabszewicz / rapporteur : prof. Alexis Jacquemin).
- La politique de concurrence européenne face au problème des ententes horizontales entre entreprises industrielles, Dissertation scientifique en vue de l’obtention du titre de professeur de sciences économiques et sociales, Luxembourg, 1989 (sous la direction du prof. Jules Stoffels).
- Langage et principes de l’économique: terminologie et mécanismes, aspects de l’économie luxembourgeoise. Ministère de l’éducation nationale et de la formation professionnelle, Luxembourg 1999 (co-auteur: prof. Edmée Krier).
- André Bauler, Les fruits de la souveraineté nationale. Essai sur le développement de l’économie luxembourgeoise de 1815 à 1999. Une vue institutionnelle, Luxembourg, Banque Raiffeisen, 2001 (ISBN 2-9599789-0-0)
- (de) André Bauler, Des Öslings stille Kraft, Esch-Alzette, Editions Schortgen, 2004 (ISBN 2-87953-875-0)
- (de) André Bauler, Schnéiwäiss. Winter und Frühling im Norden Luxemburgs. Fotografien., Op der Lay, 2006 (ISBN 978-2-87967-132-1)
- (lb) André Bauler, Romantescht an historescht Éislek – Landschaften a Baukultur an de Lëtzebuerger Ardennen, De Cliärrwer Kanton, 2016, 200 p. (ISBN 978-99959-0-281-0)
- (lb) André Bauler, De Réidener Kanton – eng houfreg Lëtzebuerger Kulturlandschaft, Thillenvogtei, 2017, 100 p. (ISBN 978-99959-0-337-4)

### Pièces de théâtre
(lb) André Bauler, De knéckege Schlasshär : Fräiliichttheater a nonzéng Zeenen, Récré Diekirch, 2007, p. 11-80.
(lb) André Bauler, Vill Gedäisch am Sauerdall : Eng historesch Fantasie aus der Belle Époque als Fräiliichttheater konzipéiert., Récré Diekirch 24, 2008, p. 107-164.
(lb) André Bauler, Ouni Dokter geet et och! - Theaterstéck fräi nom Molière sengem „Malade imaginaire", Récré Diekirch 25, 2016, p. 51-131.